# Dipterocarpus glabrigemmatus
Dipterocarpus glabrigemmatus là một loài thực vật có hoa trong họ Dầu. Loài này được P.S.Ashton mô tả khoa học đầu tiên năm 1978.